# Божевілля (фільм 1968)
«Божевілля» — радянський фільм 1968 року, створений на кіностудії Талліннфільм.

## Сюжет
Дія фільму відбувається в 1944 році. В неназваній європейській країні. Влада Німеччини готується ліквідувати пацієнтів психіатричної лікарні. Однак в останній момент акцію скасовують, оскільки зі спеціальним завданням прибуває офіцер гестапо Віндіш. До гестапо надійшов анонімний лист про те, що серед пацієнтів лікарні переховується британський шпигун. Його в будь-якому випадку треба схопити живим. Віндіш вивчає медичну документацію, визначає головних підозрюваних і вирішується впізнати шпигуна. Однак, не знайшовши його, попри всі свої зусилля, Віндіш зрештою сам досягає межі божевілля.

## Актори
- Юрі Ярвет — Август Віндіш
- Вацловас Бледіс — Номер особи 1
- Валерій Носік — редактор
- Бронюс Бабкаускас — Віллі
- Віктор Плют — Крон
- Маре Гаршнек — Софі Шнайдер
- Вольдемар Пансо — лікар
- Ельвіра Жебертавичюте — сестра Люсія
- Харій Лієпіньш — лейтенант

## Знімальна група
- Режисер — Кальє Кійськ
- Сценарист — Віктор Лоренц
- Оператор — Анатолій Заболоцький
- Композитор — Лембіт Веево
- Художник — Халья Клаар

## Нагороди
- 1969: Прибалтійські радянські республіки та Білоруський кінофестиваль (СРСР), найкраща чоловіча роль: Юрі Ярвет
- 1984: Кінофестиваль у Сан-Ремо (Італія), участь